# 트리플 9
《트리플 9》(영어: Triple 9)은 2016년 공개된 존 힐코트 감독의 하이스트 영화이다.

## 줄거리
전직 네이비 실 마이클 앳우드와 러셀 웰치, 러셀의 전직 경찰 형인 게이브, 그리고 부패한 APD 형사 마커스 벨몬트와 프랑코 로드리게스로 구성된 애틀랜타 범죄 조직은 유대-러시아 마피아 보스의 최근 유죄 판결을 뒤집을 수 있는 정보가 담긴 대여 금고를 털기 위해 은행을 강도한다. 마이클이 보스의 아내인 이리나에게 대여 금고를 가져가자, 그녀는 보상금을 주지 않고 마이클과 그의 조직에게 DHS 사무실에 침입하여 남편에 대한 더 많은 데이터를 훔치는 또 다른 임무를 부여한다. 그들이 일을 수락하도록 설득하기 위해 마피아는 러셀을 고문한 다음 치명상을 입은 러셀을 조직원들 앞에 던져버렸고, 마이클은 그들 앞에서 러셀을 안락사시킬 수밖에 없었다.
조직은 일을 진행하기로 결정하고, 마커스와 프랑코는 "경관 사망" 호출이 모든 경찰을 사건 현장으로 보내는 트리플 9 시나리오를 제안하며, 마커스는 자신의 새 파트너인 해병대 베테랑 크리스 앨런을 살해될 경찰로 지명한다. 마커스는 크리스와 함께 출동하면서 크리스와 친해지려고 노력한다. 한 출동 중, 크리스는 지역 갱단원 루이스 핀토에게 갱 관련 살인 사건에 대해 질문하려 하지만, 루이스는 구금되기 전에 크리스를 공격한다. 은행강도 사건을 수사하는 경찰의 형사인 크리스의 삼촌 제프리 앨런은 단서를 잡고 게이브가 은행강도에 연루되었다는 것을 발견한다. 형의 죽음을 여전히 슬퍼하는 게이브는 크리스와 마커스를 따라다니며 크리스에게 말함으로써 강도 사건을 막으려 하지만, 마이클과 제프리 모두에게 저지당한다.
강도 사건 당일, 마커스는 크리스를 버려진 공영 주택 단지로 데려가 살인 사건에 대한 정보를 가진 정보원을 만나게 한다. 그들이 건물 주변을 걸을 때, 마커스는 빠져나가고 루이스가 들어와 크리스를 찾으려 한다. 크리스는 게이브와 부딪히고 게이브는 그에게 죽을 것이라고 경고하려 한다. 루이스는 달려들어 크리스를 쏘려 하지만 게이브를 맞춘다. 루이스가 도망치자, 크리스는 중상을 입은 게이브와 마주한다. 게이브가 아무 말도 하기 전에 마커스가 들어와 둘 사이에 총격전이 벌어진다. 게이브는 죽고 마커스는 머리에 총을 맞는다. 마커스가 죽었다고 생각한 크리스는 트리플 9 호출을 한다. 조카가 쓰러진 경찰이라고 생각한 제프리는 현장으로 달려간다. 한편, 마이클과 프랑코는 사무실에 침입하여 정보를 훔친다. 루이스는 주택 단지를 탈출하고 나중에 근처 집에 바리케이드를 치고 SWAT에게 총을 맞아 사망한다.
그 후, 마커스는 살아남지만 위독한 상태이다. 마이클은 이리나와 교환을 위해 만난다. 그는 재회 시 아들에게 줄 선물을 가지고 있다. 이리나는 그에게 돈을 주지만 이전에 약속했던 마이클의 아들을 데려오지 않는다. 마이클과 이리나는 이전에 가족 관계임이 밝혀졌다: 마이클의 아들의 어머니는 이리나의 여동생이다; 그럼에도 불구하고 이리나는 마이클을 "원숭이"라고 부른다. 구타당한 후, 마이클은 차로 돌아가 "선물"에 연결된 폭탄을 터뜨려 이리나를 죽인다. 그가 차를 몰고 떠날 때, 마이클은 프랑코에게 멈춰 세워지고, 프랑코는 그를 죽이고 돈을 훔친다.
영안실에서 루이스의 소지품을 조사한 후, 크리스는 루이스의 지갑에서 총격 당일 마커스가 그를 데려간 장소가 담긴 쪽지를 발견한다. 크리스는 나중에 마커스가 총격 당일에 루이스를 만나 크리스를 죽일 장소를 알려주었다는 것을 알게 된다. 화가 난 크리스는 의식을 잃은 마커스를 방문하여 답을 얻으려 하지만, 프랑코에게 방해를 받는다. 프랑코는 크리스에게 총격 사건에 대한 진술을 듣기 위해 역으로 돌아오라고 초대한다. 두 사람이 차로 향할 때, 크리스는 제프리로부터 전화를 받는데, 제프리는 프랑코가 집을 청소하고 있으며 다음은 자신일 수도 있다고 말한다. 크리스는 멈춰 서서 프랑코에게 역에서 만나겠다고 말한다. 크리스가 자신의 연루 사실을 알게 되었다는 것을 깨달은 프랑코는 그곳에서 크리스를 만나기로 동의한다. 두 사람이 각자의 차로 향할 때, 제프리가 프랑코의 차 뒷좌석에 앉아 있는 모습이 보이고, 프랑코가 차에 앉자마자 두 사람은 서로에게 총을 쏜다. 프랑코는 죽고 제프리는 복부에 총을 맞는다. 크리스가 트리플 9 호출을 할 때, 제프리는 침착하게 담배를 꺼내 피우며 그의 운명은 알 수 없게 된다.

## 출연

### 주연
- 치웨텔 에지오포
- 케이시 애플렉
- 케이트 윈슬렛
- 안소니 마키
- 아론 폴
- 클리프톤 콜린스 주니어
- 노만 리더스
- 갤 가돗
- 우디 해럴슨

### 조연
- 테레사 팔머
- 마이클 K. 윌리엄즈
- 미쉘 앙
- 루이스 다 실바 주니어
- E. 로저 밋첼
- 이안 캐슬베리
- 크리스틴 혼
- 메리 레이첼 더들리
- 테렌스 로즈모어
- 마이클 하딩
- 라브랜든 쉐드
- 존 아이즈
- 카를로스 아빌레스

## 기타
- 총괄프로듀서: 마리아 세스톤
- 총괄프로듀서: 몰리 코너스
- 총괄프로듀서: 이사벨 도스 산토스
- 총괄프로듀서: 스티브 골린
- 총괄프로듀서: 폴 그린
- 총괄프로듀서: 사라 E. 존슨
- 프로듀서: 마크 버탄
- 프로듀서: 바드 도로스
- 프로듀서: 안소니 카타가스
- 프로듀서: 키스 레드몬
- 프로듀서: 크리스토퍼 우드로
- 공동프로듀서: 매트 쿡
- 공동프로듀서: 메릴 에머턴
- 미술: 팀 그림스